# Jose Rene Almendras

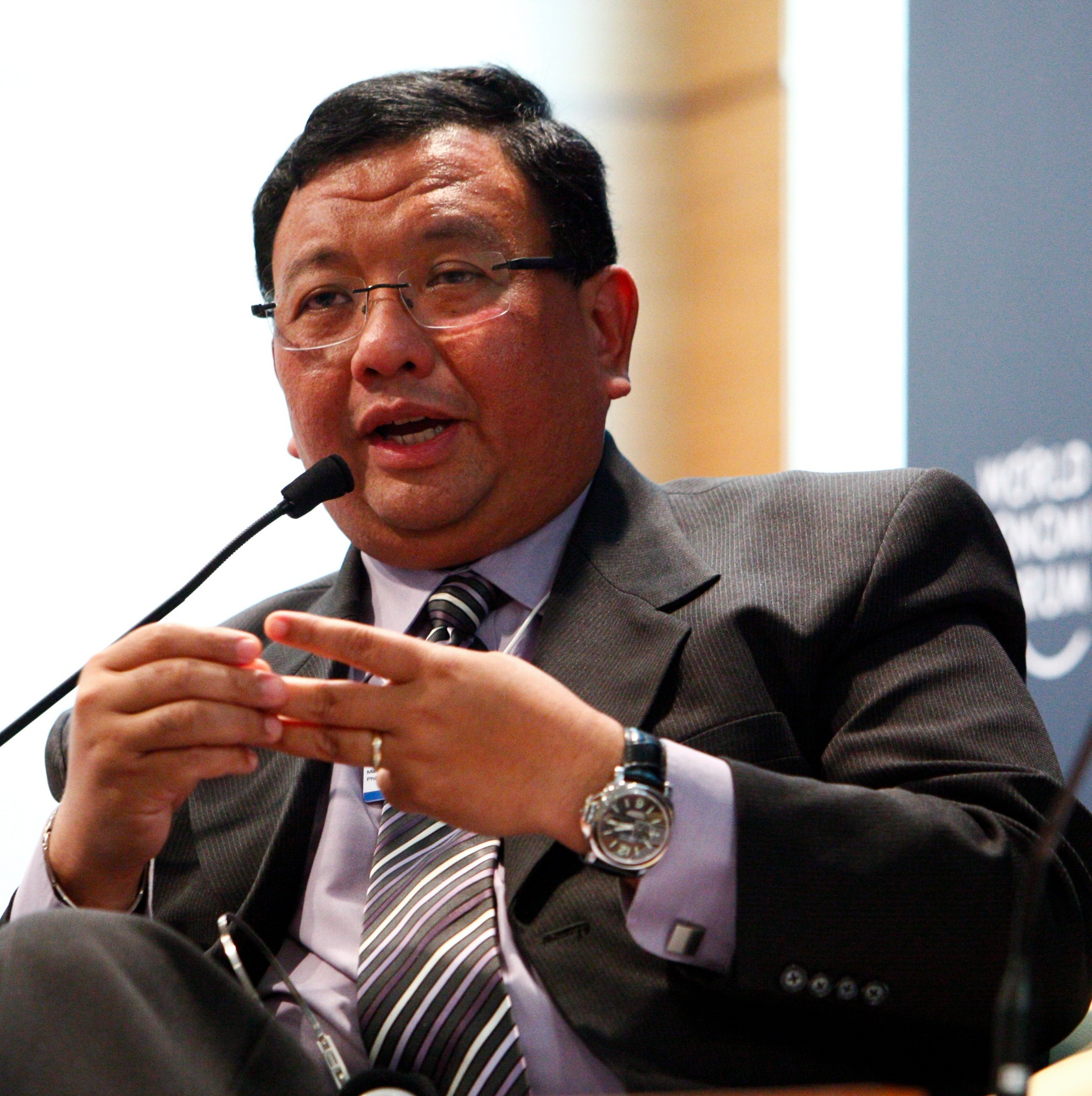
Jose Rene Almendras

Jose Rene D. Almendras (* 12. März 1960 in Cebu City) ist ein philippinischer Manager und Politiker.

## Leben
Nach dem Schulbesuch studierte er Wirtschaftswissenschaften an der Ateneo de Manila University und erwarb dort einen Bachelor of Arts (B.A. Business Management). Anschließend absolvierte er ein postgraduales Studium im Fach Strategische Wirtschaftsprogramme an der University of Asia and the Pacific.
Im Anschluss trat er in die Privatwirtschaft und war unter anderem Bankmanager bei der Citytrust Banking Corporation, der Citibank sowie der Bank of the Philippine Islands. Danach war er Aboitiz & Company tätig als Finanzvorstand sowie als Präsident und CEO der zur Aboitiz-Gruppe gehörenden City Savings Bank.
Anschließend wechselte er zur Ayala Corporation, wo er zunächst Vorstandsmitglied der Ayala Land Inc. war sowie deren Gruppenvorstand für die Wirtschaftsgruppe Visayas und Mindanao und der Operationstransformationsgruppe. Zugleich war er Präsident und CEO der zu Ayala Land Inc. gehörenden Cebu Holdings, Inc. sowie der Cebu Property Ventures and Development Group. Daneben war er auch Vorsitzender des Angebotskomitees und Leiter der Abteilung für Strategische Beschaffung der Ayala Land Gruppe. Zuletzt war er Geschäftsführer (Managing Director) der Ayala Corporation.
Am 1. Januar 2007 wurde Almendras zusätzlich Gruppendirektor für Wirtschaft der Manila Water Company. Als Leiter der größten Gruppe in dem Unternehmen trug er maßgeblich durch die Einführung neuer Prozesse zur Verbesserung der Produktivität und Effektivität des Unternehmens bei. Zuletzt war er vom 30. März 2009 bis zum 30. Juni 2010 Präsident der Manila Water Company.
Nach der Wahl 2010 wurde Jose Rene Almendras am 30. Juni 2010 von Präsident Benigno Aquino III. zum Energieminister (Secretary of Energy) in dessen Kabinett berufen. Dieses Amt bekleidete er bis zum 4. November 2012 und wurde dann von Jericho Petilla abgelöst. Er selbst wiederum übernahm am 5. November 2012 von Silvestre Bello III das Amt des Kabinettsekretärs (Cabinet Secretary) und hatte dieses bis zu seiner Ablösung durch Leoncio Evasco Jr. am 8. März 2016 inne. Daraufhin löste er Albert del Rosario am 8. März 2016 als kommissarischer Außenminister (Acting Secretary of Foreign Affairs) ab und bekleidete dieses Amt bis zum Ende von Aquinos Amtszeit am 30. Juni 2016.